# Кубоид
Кубоид се нарича геометрично тяло, което е шестостен (хексаедър) с четириъгълни лица, което означава, че има 6 стени, 8 върха и 12 ръба. Етимологично „кубоид“ означава „като куб“, в смисъл на изпъкнало тяло, което може да се трансформира в куб (чрез регулиране на дължините на ръбовете и ъглите между съседните му страни). Кубоидът е изпъкнал многостен, чийто многостенен граф е същият като този на куб. Думата „кубоид“ също се използва, за да се опише по-общ клас от изпъкнали политопи в три или повече измерения, получени чрез залепване заедно на политопи, комбинаторно еквивалентни на хиперкубове.
Общите кубоиди имат много различни видове. Когато всички ръбове на правоъгълния кубоид са еднакви по дължина, това води до куб с шест квадратни стени, от които съседните се срещат под прав ъгъл. Правоъгълният кубоид, наричан още правоъгълен паралелепипед, има всички прави ъгли и равни срещуположни правоъгълни стени. Паралелепипедът е кубоид с шест успоредника (3 двойки успоредни стени). Ромбоедърът е кубоид с 6 стени с формата на ромб. Квадратният фрустум (геометрично тяло между два успоредни квадрата) е фрустум с квадратни основи, но страничните му стени са четириъгълници; квадратният фрустум се образува чрез отрязване на върха на квадратна пирамида и се нарича „правилна пресечена четириъгълна пирамида“ или „квадратна пресечена пирамида“. В опит да класифицира кубоидите по техните симетрии Робъртсън (1983) открива, че има най-малко 22 различни случая, „от които само около половината са познати във формите на ежедневни предмети“.
| Изображение | Име                                                         | Стени                                                          | Група на симетрия         |
| ----------- | ----------------------------------------------------------- | -------------------------------------------------------------- | ------------------------- |
|             | Куб                                                         | 6 еднакви квадрата                                             | Oh , [4,3], (*432) ред 48 |
|             | Правилен ромбоедър (Триъгълен трапецоедър)                  | 6 еднакви ромба                                                | D3d, [2+,6], (2*3) ред 12 |
|             | Правилен паралелепипед (Квадратен паралелепипед)            | 2 еднакви квадрата, 4 еднакви правоъгълника                    | D 4h, ?, ? ред 16         |
|             | Правоъгълен паралелепипед (Права правоъгълна призма)        | 3 двойки от еднакви правоъгълници                              | D 2h, [2,2], (*222) ред 8 |
|             | Ромбичен кубоид                                             | 2 еднакви ромба, 4 еднакви квадрата                            | D 2h, [2,2], (*222) ред 8 |
|             | Права ромбична призма (прав ромбичен паралелепипед)         | 2 еднакви ромба, 4 еднакви правоъгълника                       | D 2h, [2,2], (*222) ред 8 |
|             | Наклонена ромбична призма (ромбичен паралелепипед)          | 2 еднакви ромба, 4 еднакви успоредника                         | C2h, ред 4                |
|             | Прав паралелепипед                                          | 2 еднакви успоредника, 4 еднакви правоъгълника                 | C2h, ред 4                |
|             | Ромбична призма                                             | 6 ромба                                                        | C2h, [2] ред 4            |
|             | Права пресечена квадратна пирамида (Прав квадратен фрустум) | 2 различни квадрата, 4 еднакви равнобедрени трапеца            | C4v, [4], (*44) ред 8     |
|             | Усукан триъгълен трапецоедър                                | 6 еднакви четириъгълници                                       | D3, [2,3]+, (223) ред 6   |
|             | Права равнобедрена трапецовидна призма                      | 1 двойка равнобедрени трапеци; 1, 2 или 3 (еднакви) квадрат(а) | ?, ? ред 4                |
|             | Ромбоедър                                                   | 3 двойки от еднакви ромбове                                    | Ci , [2+,2+], (×) ред 2   |
|             | Паралелепипед                                               | 3 двойки от еднакви успоредници                                | Ci , [2+,2+], (×) ред 2   |

Съществуват шестостени (хексаедри) с четириъгълно лице, които не са изпъкнали.